# Intelsat 16
Интелсат 16 или IS-16 (от англ. Intelsat; известен также под альтернативными названиями PAS-11R и 36397) — американский телекоммуникационный спутник, созданный компанией Orbital Sciences Corporation для международного спутникового оператора Intelsat (International Telecommunications Satellite organization). Запуск осуществлён 12 февраля 2010 года с космодрома Байконур посредством ракеты-носителя (РН) «Протон-М» с разгонным блоком «Бриз-М».
Запуск Интелсат 16 — первый коммерческий (согласно контракту между Intelsat и International Launch Services Inc) и второй по счёту пуск РН «Протон» в 2010 году (353-й за всю историю).

## Запуск
Старт был осуществлён 12 февраля 2010 года в запланированное время — в 00 часов 39 секунд (UTC).
В 10 часов 14 минут произошло отделение космических аппаратов от разгонного блока. Общая продолжительность выведения спутника на орбиту (от момента старта ракеты до отделения космического аппарата) составила 9 часов 34 минуты и 20 секунд (34 460 секунд).

## Назначение
В первую очередь, запуск Интелсат 16 является частью программы Intelsat по обновлению и усовершенствованию своей орбитальной группировки. IS-16 предназначен в качестве резерва для КА IS-11 (Интелсат 11), который был запущен осенью 2007 года (находится в позиции 43 градуса западной долготы). Также полезная нагрузка IS-16 позволит увеличить мощность компании «Скай-Мексика» (англ. SKY Mexico), являющейся оператором услуг телевещания в формате High Definition, и обеспечить резервной мощностью оператора «Скай-Бразил» (англ. SKY Brazil).